# Bart Kiene
Bart Kiene (Jakarta, 1947) is een Nederlands theatermaker en -regisseur.

## Biografie
Kiene werd geboren in Jakarta, maar verhuisde op jonge leeftijd naar Nederland. Daar studeerde hij af aan de kweekschool in Arnhem, waarna hij een studie begon aan de Toneelschool Amsterdam. Hier studeerde hij in 1974 af.
Hij was langere tijd verbonden aan het Nationaal Toneel, waar hij zich ontwikkelde van acteur tot regisseur. In 1986 sloot hij zich voor één voorstelling aan bij de cabaretgroep Purper. Kiene werkte verder jarenlang als theaterdocent bij Toneelschool Amsterdam en de daar gevestigde Academie voor Kleinkunst. Daar was hij onder andere docent van Mimoun Oaïssa, Thijs Römer en Carice van Houten.
In 2007 opende hij, met Peter Oskam (docent culturele verdieping en vormgeving), Oaïssa en Louis Lemaire in Rotterdam De Acteerschool Rotterdam, een hbo-opleiding van Hofplein Rotterdam. Sinds september 2016 werden er geen studenten meer toegelaten tot de opleiding. In 2018 is de school opgeheven. 
In september 2016 richtten Kiene en Peter Oskam de Toneel Vakschool Rotterdam op. Kiene en Oskam staan aan het hoofd van de toneelschool en werken samen met Marijke de Kerf (alumna Toneelacademie Maastricht), Philippe Lemaire, Délano van den Berg en andere alumni van de voormalige Acteerschool Rotterdam.